# شیرین‌بلاغ (زرندیه)
شیرین‌بلاغ یک روستا در ایران است که در بخش مرکزی شهرستان زرندیه در استان مرکزی واقع شده‌است.

## جمعیت
این روستا در دهستان رودشور قرار دارد و براساس سرشماری مرکز آمار ایران در سال ۱۳۸۵، جمعیت آن ۱۸ نفر (۴ خانوار) بوده‌است.